# شهرستان ریور جی
شهرستان ریور جی (به لاتین: River Gee County) یکی از ۱۵ شهرستان کشور لیبریا است که در جنوب شرقی آن واقع شده‌است. شهرستان ریور جی ۵٬۱۱۳ کیلومتر مربع مساحت و ۶۶٬۷۸۹ نفر جمعیت دارد.